# پزشکی مبتنی بر بیوالکترومغناطیس
پزشکی مبتنی بر بیوالکترومغناطیس (به انگلیسی: Bioelectromagnetic medicine) با پدیده رزونانس سیگنال ارتباط دارد و بحث می‌کند که چگونه فرکانس‌های خاص موجب عملکرد سلولی برای بازگرداندن یا حفظ سلامتی می‌شود. این سیگنال‌های الکترومغناطیسی (EM) سپس در حیطه " اطلاعات پزشکی " و انفورماتیک پزشکی قابل استفاده است.

## بیوالکترومغناطیس
بیوالکترومغناطیس به مطالعه سلول‌های زنده، بافت‌ها، و ارگانیسم‌هایی اشاره دارد که میدان های الکترومغناطیسی را تولید می‌کنند. مفهوم بیوالکترومغناطیس بیشتر از طریق تکنیک‌های الکتروفیزیولوژی مورد مطالعه قرار گرفته‌است.
بعضی از روش‌های تشخیصی الکتروفیزیولوژیکی مانند الکتروانسفالوگرافی (EEG) و الکتروکاردیوگرافی (ECG یا EKG) فعالیت الکتریکی به ترتیب مغز و قلب را از طریق نصب الکترودهای روی پوست اندازه‌گیری می‌کنند. شدت سیگنال ضبط شده (EP) با این قبیل روش‌ها معمولاً کم است، که از ده‌ها میکروولت برای EEG، تا چند میلی ولت برای الکترومیوگرافی (EMG) و حدود ۲۰ میلی ولت برای ECG متغیر است،
سایر روشهای تشخیصی الکتروفیزیولوژیکی نظیر ثبت پتانسیل نخاع تحریک شده (ESCP)، پتانسیل تحریک اعصاب محیطی که (SEP) یا SSEP نامیده می‌شود، را می‌توان با ECG جفت نمود که در این صورت تکنیک جفتی SSEP/ECG یا ESCP/ECG را به وجود می‌آورند. شدت پاسخ به پتانسیل تحریکی، به واکنش یا پاسخ زیستی تعبیر می‌شود. پتانسیل تحریکی وارد شده، صرفاً زمانی کارساز است که تحریک وارد شده بیش از آستانه تحریک پذیری زیستی باشد. در چنین مواردی، ولتاژ ورودی تحریک پذیر در حالت‌های مختلف اعمال می‌شوند که عموماً تواتر تحریک ۰٫۱ تا ۱۰۰ هرتز، دامنه تحریک جریان ۰ تا ۲۰۰ میلی‌آمپر، مقاومت الکتریکی ۱ کیلو اهم دارند که دامنه ولتاژ 0-200 mV (در صورت داشتن مقاومت ثابت) و توان الکتریکی ۴۰ مگاوات را به دست می‌دهد. در برخی موارد، ماژول تحریک ESCP, SEP و SSEP به لحاظ دستگاهی مشابه ژنراتورهای میدان‌های الکترومغناطیسی ضربانی (PEMF) هستند.

## درمان‌های با استفاده از میدان الکترومغناطیسی ضربانی
توسعه کاربرد تشخیصی-درمانی میدان‌های الکترومغناطیسی پالسی (PEMF)، همواره به علت فقدان دانش کافی و نبود سازوکار توصیف گر، با چالش مواجه بوده‌است.
برای مثال، میدان‌های درمانی PEMF که جهت مدیریت درد، التهاب و تورم پس از عمل جراحی، توسط جراحان پلاستیک مورد استفاده قرار می‌گیرند، به دلیل فقدان عملکرد و ناتوانی در کاهش درد به صورت معنی دار، مورد انتقاد قرار گرفته‌اند.
یا مثال دیگر در مورد برخی از جراحان ارتوپدی است که علی‌رغم شواهدی از نتایج مثبت ترمیم شکستگی استخوان از تحریک الکتریکی استفاده نمی‌کنند. علت این امر، هزینه‌های بالا و نتایج ناهمسان عنوان شده‌است.
میدان‌های ضربانی در محدوده فرکانس رادیویی یا (PRF) نیز زیرمجموعه ای از PEMF هستند که سپس به دو نوع حرارت زا و غیر حرارت زا تقسیم می‌شوند. این تقسیم‌بندی بر مبنای انرژی ارائه شده به شی بیولوژیکی انجام می‌گردد. PRF نباید با درمان الکترومغناطیس (EMT)، که به عنوان Radionics نیز شناخته می‌شود، اشتباه گرفته شود. EMT یک فرم پزشکی جایگزین است که از منطق طب کل نگر الهام گرفته شده‌است. تولیدکنندگان دستگاه‌های EMT ادعا می‌کنند که می‌توان با «متوازن کردن» انرژی‌های متناقض، افراد بیمار را درمان کنند. این نوع ایده‌ها با منابع پزشکی جایگزین و کل نگر، توجیه می‌شوند.

## بازخورد زیستی
روش دریافت اطلاعات (بازخورد) از بدن (زیست) به نام «بیوفیدبک» یا «بازخورد زیستی» نامیده می‌شود. اختلالات روان تنی، اختلالات اضطرابی و اختلالات نورولوژیک، بیماری‌هایی هستند که توسط بیوفیدبک هدف قرار می‌گیرند. در نوعی از بیوفیدبک به نام نوروفیدبک، با قرار دادن بیمار در مدار دستگاه EMG می‌توان برخی اختلالات عصبی - ماهیچه ای را تقلیل داد.

## دستگاه‌های تأیید شده و ثبت شده توسط FDA چه فرقی با هم دارند؟
FDA دو سرویس متفاوت را در مورد دستگاه‌های PEMF ارائه می‌دهد. هنگامی که یک دستگاه PEMF در FDA ثبت شد، یعنی FDA از این که این دستگاه از گمرک به ایالات متحده وارد شده آگاه است و دستگاه دارای خواص درمانی برای بیماری‌های معین بوده و آماده ورود به بازار است. دستگاه‌های PEMF نیز باید مشخص کنند چه نوع بیماری را با چه ساز و کاری درمان می‌کنند. از این رو، آن دسته از دستگاه‌های PEMF ای که از داروهای طب کل نگر یا ایده‌های پزشکی جایگزین استفاده می‌کنند توسط FDA به‌طور کامل تأیید نخواهند شد. دلیل رفتار FDA این است که دستگاه‌هایی با این ایده که ادعا می‌کنند طیف وسیعی از بیماری‌ها را درمان می‌کنند، راجع به سازوکار هر نوع روش درمانی مدارک کافی ارائه نمی‌کنند و تنها به منطق‌های برگرفته از طب کل نگر و جایگزین استناد می‌کنند.

### برچسب‌های طبقه‌بندی FDA
سازمان غذا و دارو یا FDA تصمیم می‌گیرد که چگونه دستگاه‌های پزشکی را طبقه‌بندی و برچسب گذاری کند. سه کلاس یا طبقه‌بندی برچسب گذاری دستگاه‌های پزشکی (با توجه به احتمال بالقوه ای که ممکن است بر سلامت انسان داشته باشند) تعریف می‌شود.
کلاس ۱ - دستگاه‌ها و داروهای بسیار کم خطر همانند نخ دندان.
کلاس ۲ - دستگاه‌هایی با خطر بالاتر از کلاس ۱. به عنوان مثال، کاندوم و کیت‌های سنجش بارداری.
کلاس ۳ - دستگاه‌هایی که می‌تواند برای سلامت انسان بسیار خطرناک باشند. به عنوان مثال، دستگاه‌های ضربان ساز قلب و دریچه‌های مصنوعی قلب.
اگر دستگاهی به FDA معرفی شود که سابقاً وجود نداشته یا دستگاهی مشابه آن نیز در بازار عرضه نشده باشد، FDA آن را در کلاس ۳ قرار می‌دهد. به این ترتیب این دستگاه قبل از بازاریابی نیاز به کسب مجوز فروش و توزیع یا (PMA) دارد.
فروش و توزیع دستگاه‌های پزشکی با برچسب کلاس دو نیز باید به تأیید FDA برسد. شیوه تأیید به این گونه است که آزمایشگاه‌های FDA خودشان به بررسی کارکرد دستگاه نخواهند پرداخت. در چنین مواردی، اگر FDA مجاب شود که کارکرد دستگاه با برچسب کلاس دو، همانند یا مشابه یک دستگاه تأیید شدهٔ موجود در بازار است، به جای صدور مجوز فروش و توزیع یا (PMA)، تأییدیه اعتبار 510 (k) را صادر می‌کند. به عنوان مثال، کمپانی orthofix دستگاه‌های مختلف PEMF را تولید می‌کند که بر اساس آنچه که از مطالعات بالینی به دست آمده‌است، سبب کاهش التهاب بیماری‌هایی همچون آرتروز، تورم زردپی و پارگی رباط شانه می‌شود. از بین ماژول‌های متنوع کاهش التهاب، تنها مدل‌های ۶۰۰۰ و ۷۰۰۰ از دستگاه PHYSIO-STIM, که برای درمان شکستگی‌های non-union استخوان استفاده می‌شوند، مورد تأیید FDA است. همین داستان در مورد دستگاه‌های تولیدی کمپانی Biomove نیز قابل تعمیم است. به این ترتیب، تنها مدل‌های ۳۰۰۰ و توسط Biomove، ۵۰۰۰، تأیید شده‌اند، چرا که به‌طور قابل توجهی مشابه دستگاه NeuroMove (دستگاه NM900، Dan Med, Inc) هستند که پیشتر توسط FDA تأیید شده‌اند.

### نرخ مجاز مواجهه با میدان
با توجه به معیارهای FDA، طی مواجهه ارگانیسم‌های زنده با میدان‌های الکترومغناطیسی، رزونانس مغناطیسی روی می‌دهد که تحت عنوان حد مجاز میزان جذب مخصوص (SAR) معرفی می‌شود. یک دستگاه پزشکی طی مدت زمان معین، مجاز به تحویل حد معینی از SAR به بدن است. SAR برای کل بدن و سر کمتر از ۴ و ۳٫۲ وات بر کیلوگرم است که نباید بیش از ۱۵ و ۱۰ دقیقه طول بکشد. در صورتی که ارگانیسم در معرض میدان مغناطیسی ایستا باشد، دامنه میدان مغناطیسی نباید بیشتر از ۴ و ۸ تسلا به ترتیب برای نوزادان و بزرگسالان باشد.
علاوه بر این، برخی از دستگاه‌های PEMF مانند MDcure®، Aerotel Ltd. (هولن، اسرائیل) و Aerotel Inc (نیویورک، ایالات متحده آمریکا) توسط FDA به عنوان دستگاه درمانی کلاس ۱ طبقه‌بندی می‌شوند، چرا که میدان الکترومغناطیسی با دامنه بسیار کم (در حد نانوتسلا) با تواتر کمتر از ۱۰۰ هرتز تولید می‌کنند. چنین دستگاه‌های PEMF را نباید با دستگاه‌های EMT (که متهم به فراخوانی کلاس I هستند) اشتباه گرفت.
با تمام این تفاسیر، یک دستگاه که دارای SAR مجاز یا شیوه ساخت استاندارد است، الزاماً از سوی FDA جهت بازاریابی تضمین نمی‌شود. FDA تنها فقط گواهینامه‌های PMA یا تائیدیه ترخیص را به آن دسته از دستگاه‌های پزشکی می‌دهد که علاوه بر کارایی قابل توجه تشخیصی / درمانی، ساز وکارشان در کارآزمایی‌های بالینی تأیید شده‌است.